# Immolation
Pour l’article homonyme, voir Immolation (groupe).

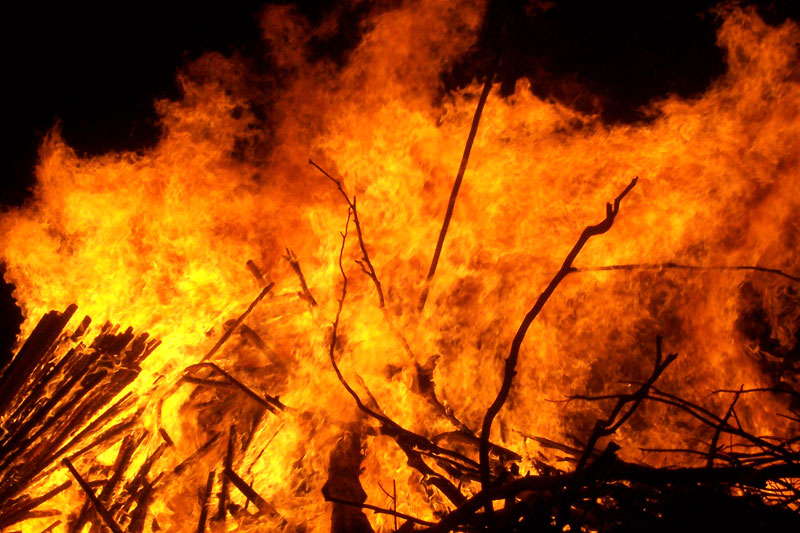
Bûcher

Une immolation (du latin immolare, « saupoudrer de farine salée consacrée », d’où « offrir en sacrifice », de mola salsa « farine salée consacrée ») est un sacrifice religieux.  
Par extension, « immolation » est devenu synonyme de « tuerie » ou « massacre » de victimes sans défense par le feu.
Pendant la période de l'Ancienne Égypte, l'immolation pouvait avoir lieu par l'eau, le feu, la terre, le bois, le fer ou tout autre moyen. Le moyen le plus fréquent étant le feu, le terme est aujourd'hui fortement connoté malgré une définition officielle moins restrictive.
La tradition juive ordonnait au peuple d'immoler un agneau mâle par famille pour se protéger de l'ange exterminateur lors de la nuit pascale. Dans son sens absolu, l'expression « agneau immolé » se rapporte au Christ. Vere passum, immolatum in cruce pro homine (Ave Verum).
Chez les Gaulois, l'immolation est un rituel de suicide des guerriers sans espoir consistant à mettre le feu à sa maison et se précipiter dans les flammes.
Aujourd'hui le terme immolation fait plus référence à un moyen de tuer en mettant le feu à une personne ou à un animal encore en vie.

## L'immolation dans la religion romaine
L'immolation et l'abattage font partie de la deuxième phase du sacrifice chez les Romains. Cette phase consiste à saupoudrer le dos de l'animal sacrifié de farine torréfiée salée (mola salsa ou  simplement mola) préparée par les Vestales. On accomplit ensuite d'autres actes : verser un peu de vin sur la tête de l'animal, accomplir des prières notamment.

## L'immolation dans le cinéma
- En guerre (2018) par le personnage de Laurent Amédéo.
- Goliath (2022) par le personnage de Lucie.